# Droga wojewódzka 675
Die Droga wojewódzka 675 (DW 675) ist eine zwei Kilometer lange Droga wojewódzka (Woiwodschaftsstraße) in der polnischen Woiwodschaft Podlachien, die in Białystok liegt. Die Strecke liegt in der kreisfreien Stadt Białystok.

## Streckenverlauf
Woiwodschaft Podlachien, Kreisfreie Stadt Białystok
-  Białystok (Bjelostock) (S 8, DK 8, DK 19, DK 65, DW 669, DW 676, DW 678)